# Girolamo Curti
Girolamo Curti (Bologna, 7 aprile 1575 – Bologna, 18 dicembre 1632) è stato un pittore italiano.

## Biografia
Girolamo Curti detto il Dentone, nacque a Bologna il 7 aprile 1575; all'età di 25 anni iniziò a frequentare la bottega del pittore Lionello Spada, posando come modello. Il suo primo lavoro importante fu una Madonna dipinta per i Padri della Carità, che fu notata da Vespasiano Grimaldi, suo primo committente e mecenate; con il suo appoggio il Curti divenne allievo di Cesare Baglioni. Studiati i testi del Vignola e del Serlio, in pochi mesi divenne esperto nella quadratura prospettica, allontanandosi progressivamente dalla pittura figurativa; infatti lasciata la bottega del Baglioni per operare autonomamente, il Curti venne affermandosi come pittore di prospettive, quadrature e decorazioni.
Tra le prime opere importanti vi furono alcune cappelle in S. Nicolò di S. Felice; quindi la decorazione della Sala dell'avvocato Fontana, i cui ornati furono presi a modello dai più grandi architetti dell'epoca. La reputazione del Curti crebbe tanto che per far fronte alle crescenti commesse di nobili e mercanti ebbe bisogno di validi collaboratori, tra i quali il suo stesso maestro Lionello Spada, Agostino Mitelli, Andrea Seghizzi, e soprattutto Angelo Michele Colonna, che divenne suo inseparabile amico fino alla morte.
Assieme al Colonna il Curti realizzò le decorazioni del palazzo dei Marchesi Paleotti a San Marino, e per il signor Zanetti una Vergine con Bambino, su cartone fornitogli da Guido Reni. Nel palazzo dei Marchesi Tanari realizzò la decorazione attorno all'Ercole affrescato dal Guercino, che essendo giovane e principiante nel dipingere affresco, apprese dal Curti questa tecnica.
Salito al Pontificato il cardinale Alessandro Ludovisi (Papa Gregorio XV) già Arcivescovo di Bologna, ricordando il valore del suo concittadino, lo chiamò a Roma per decorare il suo palazzo in Piazza Santi Apostoli, in seguito passato agli Odescalchi.
Nel 1627 il Curti fu a Parma, dove allestì le scenografie per il matrimonio del Duca Odoardo I Farnese con Margherita de' Medici, da celebrarsi l'anno seguente. In questo campo egli fu un assoluto innovatore, introducendo l'uso scientifico della prospettiva sia per lo sfondo che per le quinte.
Tornato a Bologna, il Curti fu impegnato nelle decorazioni per il Marchese Ezio Bentivoglio, realizzando scene che suscitarono ammirazione per il notevole realismo delle architetture dipinte. In seguito il Curti fu attivo a Ravenna, chiamato dal cardinale Capponi, quindi di nuovo a Parma su richiesta del Duca Odoardo Farnese, portando con sé Agostino Mitelli e il già ricordato Colonna come aiuti.
Fra gli ultimi lavori vi furono alcune opere eseguite a Modena, su commissione del Duca; mentre il Curti era ivi intento a dipingere l'oratorio di S. Carlo si ammalò per l'apertura di una ciste sul ginocchio, e la forte perdita di sangue lo indebolì a tal punto che desiderò di essere riportato a Bologna. Tornato a casa si aggravò ulteriormente, finché sul finire del 1631 spirò nelle braccia del suo caro collega e amico Colonna. Allo stesso Colonna lasciò tutti gli strumenti dell'arte, istituendo erede usufruttuaria la moglie, e alla di lei morte, non avendo altri eredi, i poveri della Parrocchia di S. Nicolò di San Felice, che si trovava vicino alla sua abitazione.
Girolamo Curti fu un artista caritatevole, liberale e disinteressato: aveva sempre scrupolo di farsi pagare troppo, non tenendo se stesso in gran considerazione. Di carattere lieto e tranquillo, rasserenava gli animi più inquieti, essendo sempre allegro e scherzoso; nella sua bottega si apprendeva l'arte tra motti di spirito e risate.
L'arte deve molto a Girolamo Curti, per avere introdotto in pittura la quadratura prospettica rigorosa, facendo uso di metodi scientifici. Con il suo originale modo di usare il chiaroscuro otteneva risultati di eccezionale qualità, tanto che gli osservatori spesso non distinguevano le opere architettoniche reali da quelle da lui dipinte in trompe l'oeil. Anche in campo scenografico il Curti ebbe modo di distinguersi per l'uso scientifico della prospettiva; le scene teatrali da lui dipinte erano così ben ingrandite nelle parti più avanzate e così ben ridotte in quelle più distanti, che in pochi metri l'artista riusciva a creare l'illusione di uno spazio vastissimo. Per questo Girolamo Curti può essere considerato come il primo grande maestro nell'arte della quadratura prospettica.
Suo principale biografo fu Carlo Cesare Malvasia, per il quale il Curti aveva eseguito assieme ai suoi allievi un ciclo di affreschi nella sua villa di Trebbo.